# USS Montpelier (SSN-765)
Lo USS Montpelier (hull classification symbol SSN-765) è un sottomarino nucleare di classe Los Angeles, terza nave della Marina degli Stati Uniti a prendere il nome dalla città di Montpelier, Vermont. 
Il contratto di costruzione venne assegnato alla Newport News Shipbuilding di Newport News, (Virginia) il 6 febbraio 1987 l'impostazione della chiglia avvenne il 19 maggio 1989. È stata battezzata il 6 aprile 1991 e il varo avvenne il 23 agosto 1991 sotto il patrocinio della signora Nancy Hayes Sununu.

## Storia
Lo USS Montpelier entrò in servizio il 13 marzo 1993 con il comandante Victor R. Fiebig al comando.
Lo USS Montpelier è stato il primo sottomarino a lanciare missili da crociera Tomahawk nell'Operazione Iraqi Freedom. Avrebbe continuato a lanciare tutti i 20 missili guadagnandosi una "pulizia pulita", ovvero una missione completamente riuscita, sotto il comando del Comandante William J. Frake.
Il 22 marzo 1995 il sottomarino lasciò la base navale di Norfolk per eseguire il suo primo dispiegamento nel Mediterraneo. Inizialmente era previsto che venisse schierata come parte del gruppo da battaglia della USS Theodore Roosevelt. Il suo compito di missione venne modificato immediatamente prima dello schieramento per consentire allo USS Montpelier di condurre un'ampia varietà di operazioni indipendenti esercitando le capacità multi-missione del sottomarino. Il 1 maggio, il Montpelier arrivò alla base navale alla La Maddalena, in Italia, per uno scalo in porto di 10 giorni per ottenere servizi di supporto al sottomarino dopo aver supportato l'operazione Sharp Guard dal 7 al 28 aprile. Il 5 giugno, lo SSN 765 entrò nella baia di Suda, sull'isola di Creta in Grecia, per uno scalo in porto di una settimana dopo aver supportato l'operazione Sharp Guard dal 13 maggio al 3 giugno. In seguito ad un'altra manutenzione a La Maddalena dal 28 giugno al 19 luglio approdò nel porto di Napoli, dal 21 al 25 luglio. Il 30 agosto, lo USS Montpelier tornò alla base di Norfolk dopo un dispiegamento di cinque mesi.
Il 31 luglio 1998, lo USS Montpelier lasciò la base navale di Norfolk per uno schieramento nell'Atlantico settentrionale. Il 22 settembre il sottomarino entrò nella base navale di Haakonsvern a Bergen, in Norvegia, per una visita al porto di tre giorni. Il 29 settembre, lo USS Montpelier entrò nella HMNB Clyde a Faslane, in Scozia, per uno scalo in porto di 13 giorni. Un'altra visita a Faslane la fece dal 23 al 26 novembre. Il 7 dicembre, il sottomarino arrivò a Brest, in Francia, per una visita al porto di tre giorni. Il 22 dicembre, lo USS Montpelier tornò al porto base dopo un dispiegamento di quasi cinque mesi.
Il 27 maggio 2004 il Montpelier ha attraversato un periodo di modernizzazione del deposito (DMP) di 18 mesi presso il cantiere navale di Portsmouth a Kittery, nel Maine. Il sottomarino e l'equipaggio completarono questo periodo tre mesi prima del previsto e, dopo aver completato con successo le prove in mare, tornarono al porto di origine in Virginia.
Il 6 aprile 2007 il capitano David M. Kriete sostituì il capitano James G. Foggo dal ruolo di comandante dello squadrone sottomarino (SUBRON) 6 in seguito ad una cerimonia a bordo del Montpelier.
Il sottomarino entrò nel cantiere navale di Norfolk il 5 febbraio 2010 per ammodernamenti, manutenzione e aggiornamenti, dove venne previsto un costo di circa 35 milioni di dollari circa seicentoquarantamila ore di lavoro. I lavori includevano la modifica delle caratteristiche di galleggiabilità del sottomarino e l'aggiornamento delle sue capacità sonar. I lavori furono completati e il sottomarino ritornò alla flotta il 26 luglio 2010, otto giorni prima del previsto.

### Collisione con l'USS San Jacinto
Il 13 ottobre 2012, lo USS Montpelier si scontrò con l'incrociatore USS San Jacinto al largo della costa orientale degli Stati Uniti, vicino alla Florida. Entrambe le navi stavano conducendo un'esercitazione di addestramento al momento dell'incidente. Nessuno a bordo delle due navi rimase ferito. Il capitano del sottomarino, il comandante Thomas Winter, venne sollevato dall'incarico e da allora il sottomarino è stato sottoposto a riparazioni da circa 70 milioni di dollari.
L'indagine rivelò che la causa principale della collisione fu l'errore umano, lo scarso lavoro di squadra da parte della squadra di guardia di Montpelier e l'incapacità dell'ufficiale in comando di seguire le procedure stabilite per i sottomarini che operano alla profondità del periscopio. Il comandante Stephen E. Mongold assunse il comando del sottomarino.

### Ritorno in servizio
Il 5 agosto 2015 lo USS Montpelier lasciò il Norfolk per uno schieramento programmato in Medio Oriente. Il sottomarino ritornò alla navale di Norfolk dopo un dispiegamento di sei mesi il 5 febbraio 2016. Il sottomarino percorse più di 38.000 miglia nautiche e fece scalo nella baia di Suda, in Grecia, a Hidd, in Bahrein, a Jebel Ali negli Emirati Arabi Uniti e a Tolone, in Francia.
Il 31 gennaio 2021 lo USS Montpelier partì da Groton per uno schieramento programmato nel Nord Atlantico. 10 febbraio, il Montpelier attraccò all'ormeggio 2, molo 1 della base navale di Rota, in Spagna, per uno scalo in porto di cinque giorni, in seguito, il 19 febbraio, fece una breve sosta a Plymouth Sound, in Inghilterra. Il 24 marzo, lo USS Montpelier ormeggiò alla base sottomarina navale di New London dopo un dispiegamento di quasi due mesi.

## Riconoscimenti
|                                           |  |                                           |  |                             |
| Bronze star · Template:Ribbon devices/alt |  | Bronze star · Template:Ribbon devices/alt |  | Template:Ribbon devices/alt |
| Template:Ribbon devices/alt               |  | Template:Ribbon devices/alt               |  | Template:Ribbon devices/alt |